# Preben Elkjær Larsen
Pour les articles homonymes, voir Larsen.
Preben Elkjær-Larsen est un footballeur danois né le 11 septembre 1957 à Copenhague.
Il finit deuxième du classement du Ballon d'or 1985, derrière Michel Platini alors qu'il avait déjà fini troisième de ce classement l'année précédente, derrière deux vainqueurs du Championnat d'Europe des Nations, Michel Platini et Jean Tigana.
Son style de jeu d'attaque, en puissance, lui valut un surnom animalier : « Le Bison ».

## Biographie

### Club
Preben Elkjaer Larsen a été formé au club de Vanløse IF puis est transféré en Allemagne où il rejoint le FC Cologne. Il y reste une saison puis rejoint le KSC Lokeren où il jouera 190 matchs officiels et marquera 98 buts. 
Après 6 saison en Belgique, il rejoint l'Hellas Vérone avec qui il créera la sensation en remportant le championnat 1984-1985.

« Parce que quand tu as la chance de connaître et d'apprécier qui souffre avec toi le dimanche et qui partage tes joies et tes douleurs même en étant dans les tribunes, tu t'attaches à lui. En tous cas moi je suis comme ça. Et pour cette raison, par respect pour qui m'a aimé et m'a célébré jusqu'à m'invoquer comme maire de Vérone, je n'ai jamais accepté de porter un autre maillot en Italie. Leur respect méritait le mien... »

— Preben Larsen Elkjaer
Le 14 octobre 1984, lors de la cinquième journée du championnat de Série A italienne (championnat remporté par Elkjaer et Vérone) il marque un but à la Juventus après avoir perdu une chaussure dans sa course qui est resté l'un des buts historiques de la Série A.

### Équipe nationale
Il a joué pendant onze ans avec l'équipe nationale du Danemark.
Il a participé à la phase finale de la Coupe du monde 1986 où le Danemark sera éliminé en huitièmes de finale. Durant cette compétition, il marque quatre buts en quatre matchs et est élu troisième meilleur joueur du tournoi derrière Diego Maradona et Harald Schumacher. Il est aussi choisi comme attaquant de pointe dans l'équipe type du tournoi, aux côtés d'Emilio Butragueño et Gary Lineker.
Il a participé aussi à deux éditions du Championnat d'Europe des nations. En 1984, le Danemark arrive jusqu'en demi-finale et en 1988, il ne réussit pas à sortir du premier tour.

## Carrière
- 1976-1977 : Vanløse IF  Danemark
- 1977-1978 : FC Cologne  Allemagne
- 1978-1984 : KSC Lokeren  Belgique
- 1984-1988 : Hellas Vérone  Italie
- 1988-1990 : Vejle BK  Danemark

## Palmarès

### En club
- Champion d'Allemagne en 1978 avec le FC Cologne
- Champion d'Italie en 1985 avec le Hellas Verone
- Vainqueur de la Coupe d'Allemagne en 1977 et en 1978 avec le FC Cologne

### EnÉquipe du Danemark
- 69 sélections et 38 buts entre 1977 et 1988
- Participation au Championnat d'Europe des Nations en 1984 (1/2 finaliste)
- Participation à la Coupe du Monde en 1986 (1/8 de finaliste)

### Distinctions individuelles
- Élu 2e au Ballon d'Or en 1985 par France Football
- Élu 3e au Ballon d'Or en 1984 par France Football
- Élu Onze d'Argent en 1985 par Onze
- Élu Onze de Bronze en 1984 par Onze
- Élu meilleur joueur danois de l'année en 1984